# علم حزب الله
عادة ما يكون علم حزب الله الذي يتم العثور عليه أحيانا بألوان مختلفة يتألف من الشعار الأخضر للمنظمة الشيعية العسكرية لحزب الله على خلفية صفراء مع نص فوق وتحت شعار باللون الأحمر (أو الأخضر أحيانا).
الشعار نفسه هو تمثيل منمق للكلمات العربية حزب الله في الخط الكوفي. الرسالة الأولى من «الله» تصل إلى فهم بندقية اقتحام منمقة. يتضمن الشعار أيضا عدة أشياء أخرى وهي عالم وكتاب وسيف وفرع ذو سبع أوراق. النص الوارد فوق الشعار يقرأ فإن حزب الله هم الغالبون وهو إشارة إلى اسم الحزب. تحت الشعار عبارة «المقاومة الإسلامية في لبنان».
صمم العلم علي صالح وهو فنان من بريتال بمساعدة عبد الرحمن مظلوم من نفس القرية. العلم له بعض التشابه مع شعار حرس الثورة الإسلامية الإيراني.

## معرض صور

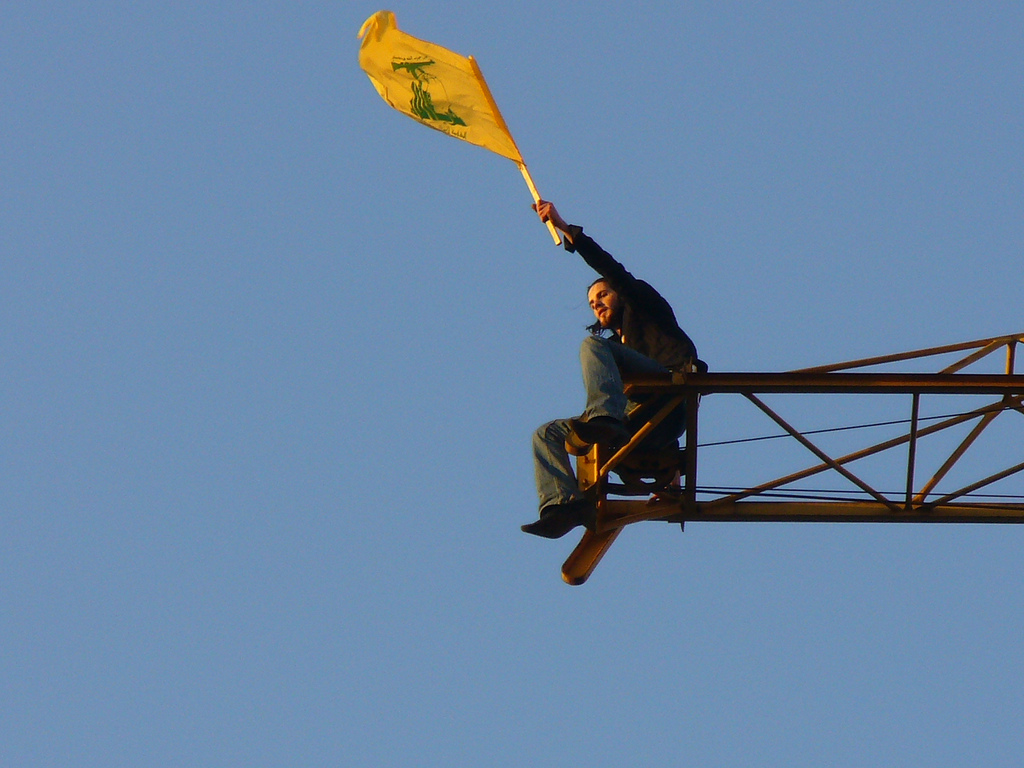
رجل يلوح بعلم حزب الله بعد الاحتجاجات اللبنانية 2006–08
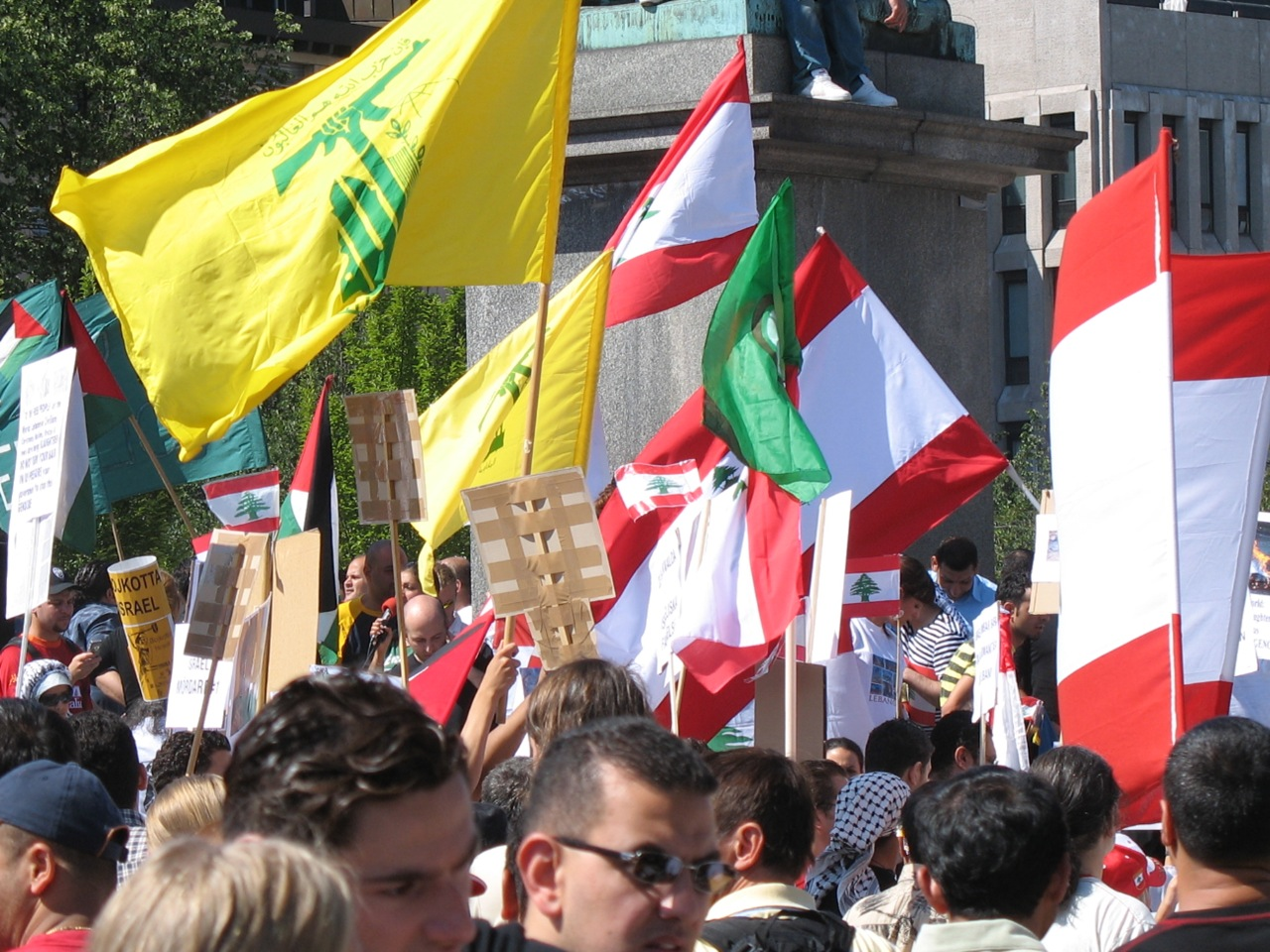
علم حزب الله يرفرف مع أعلام حركة أمل وفلسطين لبنان خلال مظاهرة في ستوكهولم بالسويد في عام 2006.
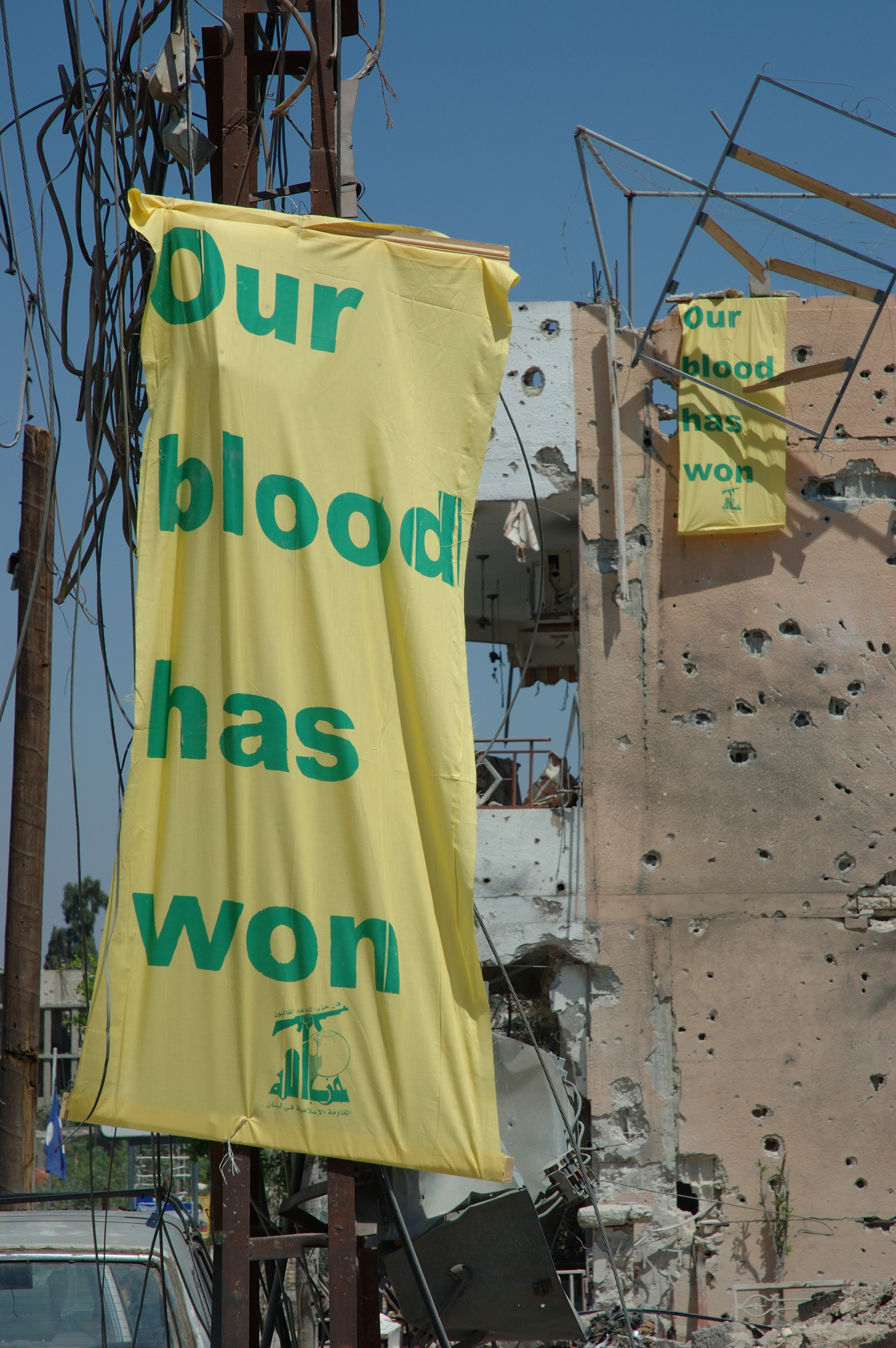
لافتات علم حزب الله مع شرح "بدمنا نفوز" بالقرب من الطيبة في جنوب لبنان في إشارة إلى حرب لبنان 2006
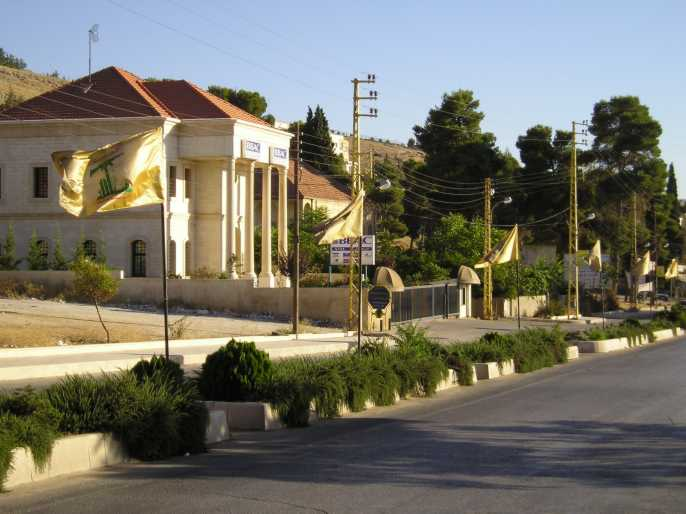
أعلام حزب الله ترفرف في شارع بعلبك بلبنان

## وصلات خارجية
- (بالإنجليزية) "وصف العلم". أعلام العالم.